# Отдельная мотострелковая бригада особого назначения НКВД СССР
Отде́льная мотострелко́вая брига́да осо́бого назначе́ния НКВД СССР (ОМСБОН) — советское воинское соединение, входившее в состав IV (партизанского) управления НКВД СССР.

## История

### Войска Особой группы при НКВД СССР
27 июня 1941 года (по другим данным — 26 июня), в первые дни Великой Отечественной войны, на московском стадионе «Динамо» началось формирование Войск Особой группы при НКВД СССР.
Первоначально Войска Особой группы при НКВД были организационно сведены в 5 отрядов приблизительно по 100 человек в каждом, плюс сапёрно-подрывная рота численностью около 90 человек.
Уже через несколько дней все отряды Войск Особой группы при НКВД СССР подверглись переформированию в две мотострелковые бригады особого назначения (батальонного состава), и по состоянию на 22 августа 1941 года Войска Особой группы при НКВД имели примерно следующую структуру:
- Начальник Особой группы при НКВД (включая приданные ей Войска) — майор госбезопасности П. А. Судоплатов;
  - заместитель начальника Особой группы при НКВД (включая приданные ей Войска) — майор госбезопасности Н. И. Эйтингон[4].
- Управление (штаб) Войск Особой группы при НКВД:
  - начальник штаба — комбриг П. М. Богданов[4], со 2 августа 1941 года — полковник М. Ф. Орлов;
    - заместитель начальника штаба — полковник И. М. Третьяков[5].
    - заместитель командира (с октября 1941 года), начальник инженерной службы — майор М. Н. Шперов.
- 1-я мотострелковая бригада особого назначения (1-я мсбрОН): командир — полковник М. Ф. Орлов, с 3 августа 1941 года — подполковник Н. Е. Рохлин, начальник инженерной службы — майор М. Н. Шперов; сформирована 6 июля 1941 года в составе четырёх батальонов:
  - 1-й батальон — из личного состава слушателей учебных заведений союзных НКВД и НКГБ;
  - 2-й батальон — из посланцев Коминтерна: эмигрантов-антифашистов (испанцев, болгар, немцев, австрийцев, чехов и др.), костяк которых составляли бывшие бойцы и командиры интернациональных бригад, сражавшихся в Испании с франкистским режимом;
  - 3-й и 4-й батальоны — добровольцы из числа представителей рабочей молодёжи, а также спортсменов: преподавателей и студентов Государственного центрального ордена Ленина института физической культуры, и воспитанников всех без исключения добровольных спортивных обществ столицы. Командиром 4-го батальона стал Н. А. Прокопюк.[6]
- 2-я мотострелковая бригада особого назначения (2-я мсбрОН): командир — подполковник Н. Е. Рохлин, с сентября 1941 года — майор С. В. Иванов (отец будущего министра иностранных дел России И. С. Иванова[7].); сформирована 16 июля 1941 года:
  - 1-й, 2-й и 3-й батальоны — их костяк составляли сотрудники органов госбезопасности и внутренних дел, в том числе милиции и пожарной охраны, а также в немалом количестве добровольцы из числа студентов московских ВУЗов.
- Переправочная база (командир — лейтенант госбезопасности А. Я. Федотов)[8].

Каждая мотострелковая бригада кроме батальонов имела в своём составе: комендантский взвод, разведвзвод, пулемётную и сапёрную роты, взвод связи и радиовзвод, автотранспортную роту, санитарный отряд и подразделения материально-технического обеспечения. Батальоны имели в своём составе по 3 отряда, отделение связи и подразделения МТО. Отряды состояли из 3-х боевых групп. Боевые группы делились на 3 звена.

### ОМСБОН НКВД СССР
3 октября 1941 года Приказом НКВД № 001435 Особая группа при НКВД СССР была реорганизована во 2-й отдел НКВД СССР (зафронтовая работа — разведка и диверсии в тылу противника; начальник — старший майор госбезопасности П. А. Судоплатов).
Войска Особой группы при НКВД днём ранее 2 октября 1941 года были сведены в Отдельную мотострелковую бригаду особого назначения НКВД СССР (полкового состава), которую напрямую подчинили вышеупомянутому 2-му отделу НКВД СССР (с 18 января 1942 года Приказом НКВД № 00145 — 4-е [диверсионное] управление НКВД СССР). Соединение находилось в непосредственном подчинении у Л. П. Берии.
Первым командиром Отдельной мотострелковой бригады особого назначения НКВД (ОМСБОН) стал полковник М. Ф. Орлов, до перевода в Войска Особой группы при НКВД занимавший должность начальника Себежского военного училища войск НКВД.
Заместителем командира ОМСБОН был назначен полковник И. М. Третьяков, военным комиссаром — капитан госбезопасности А. А. Максимов, до этого бывший военным комиссаром 1-й мсбрОН Войск Особой группы при НКВД (в звании старшего лейтенанта госбезопасности).
13 августа 1942 года, в связи с переводом М. Ф. Орлова на другое место службы, командиром ОМСБОН стал полковник В. В. Гриднев, первоначально занимавший должность начальника штаба 1-й мсбрОН Войск Особой группы при НКВД, затем в период с октября по ноябрь 1941 года — должность заместителя командира 1-го мотострелкового полка ОМСБОН, а затем — командира 1-го мотострелкового полка ОМСБОН.
Заместителем командира ОМСБОН, а после гибели И. М. Третьякова, и. о. командира ОМСБОН, с марта по октябрь 1943 года был майор М. Н. Шперов, начиная c октября 1941 года занимавший должность начальника инженерной службы ОМСБОН, а до этого — должность начальника инженерной службы 1-й мсбрОН Войск Особой группы при НКВД.
Вместо погибшего А. А. Максимова военным комиссаром ОМСБОН в 1942 году стал полковой комиссар А. С. Майсурадзе, прибывший с Южного фронта — с должности военного комиссара 95-го пограничного полка особого назначения войск НКВД СССР. В самом начале 1943 года А. С. Майсурадзе вместе с примерно 1000 бойцами ОМСБОН был откомандирован на формирование Отдельной армии НКВД, и замполитом ОМСБОН (так после ликвидации института военных комиссаров в октябре 1942 года стали называться должности военно-политического состава) был назначен подполковник Л. А. Студников (ранее — старший батальонный комиссар), до октября 1941 года бывший помощником начальника строевого отделения оперативного отдела штаба Войск Особой группы при НКВД (в звании батальонного комиссара), а затем занимавший должность начальника политотдела ОМСБОН (а также и. о. военного комиссара ОМСБОН в отсутствие последнего).

### ОООН НКВД-НКГБ СССР
5 октября 1943 года Приказом НКГБ СССР № 00282 на основе ОМСБОН был сформирован Отдельный отряд особого назначения НКВД—НКГБ СССР (ОООН), который был передан в оперативное подчинение НКГБ СССР и имел штатную численность в 1650 человек. В его состав входили:
- 1-й парашютно-десантный батальон минёров (бывший 1-й мотострелковый полк ОМСБОН);
- 2-й парашютно-десантный батальон минёров (бывший 2-й мотострелковый полк ОМСБОН).

Командир ОООН — полковник В. В. Гриднев, с ноября 1943 года его сменил полковник М. Ф. Орлов, заместитель командира — майор С. В. Иванов, заместитель командира — начальник отдела боевой подготовки подполковник М. Н. Шперов.
Эта воинская часть была более чётко ориентирована на решение разведывательно-диверсионных задач.
3 октября 1945 года ОООН был расформирован совместным приказом наркомов внутренних дел и госбезопасности.

## Состав
В состав ОМСБОН войск НКВД СССР входили:
- Управление (штаб и политотдел);
- 1-й мотострелковый полк: командир — подполковник Н. Е. Рохлин, но вскоре его сменил полковник В. В. Гриднев, с августа 1942 года — майор Н. К. Самусь (создан на базе 1-й мсбрОН Войск Особой группы при НКВД); комиссар — Сергей Иванович Волокитин[20];
- 2-й мотострелковый полк: командир — майор С. В. Иванов (создан на базе 2-й мсбрОН Войск Особой группы при НКВД);
- Миномётная батарея;
- Противотанковая батарея;
- Инженерно-сапёрная рота (в ряде источников встречается наименование сапёрно-подрывная рота);
- Рота парашютно-десантной службы;
- Рота связи;
- Автомобильная рота;
- Школа младшего начсостава;
- Подразделения материально-технического обеспечения.

1-й и 2-й мотострелковые полки были четырёх- и трёхбатальонного состава соответственно; мотострелковые батальоны — трёхротного состава; мотострелковые роты имели в своём составе 3 мотострелковых и 1 пулемётный взвод.
Основу личного состава бригады составляли сотрудники НКВД и НКГБ, военнослужащие Пограничных и Внутренних войск НКВД, а также добровольцы-спортсмены: 400 студентов и преподавателей Государственного центрального института физической культуры, члены спортивного клуба ЦДКА и общества «Динамо», комсомольцы.
После завершения формирования в состав мотострелковой бригады входило около 25 000 человек, из них 2 тысячи иностранцев, являвшихся политическими иммигрантами и проживавшими в СССР.
В состав соединения входили лучшие советские спортсмены (в том числе чемпионы по боксу — С. С. Щербаков и Н. Ф. Королёв, лёгкой атлетике — братья Георгий и Серафим Знаменские, А. Х. Исаев, Л. А. Митропольский, тяжёлой атлетике — Н. И. Шатов, лыжному спорту — Л. А. Кулакова, академической гребле — А. М. Долгушин, конькобежному спорту — А. К. Капчинский, борьбе — Г. Д. Пыльнов, велосипедист Виктор Зайпольд, гимнаст Сергей Коржуев, ряд футболистов минского «Динамо» и другие. Впоследствии они стали основой диверсионных формирований, посылаемых на фронт и забрасываемых в тыл врага.

### Иностранцы
Около 100 болгар, 125 испанцев, немцы, австрийцы, американцы, китайцы, поляки, чехи, румыны и вьетнамцы (из шести вьетнамцев установлены имена пятерых: Ли Нам Тхань, Ли Тхук Тят, Выонг Тхун Тинь, Ли Ань Тао, Ли Фу Шан — все они были награждены [некоторые посмертно] советскими боевыми наградами).

## Деятельность
Перед бригадой были поставлены следующие задачи: ведение разведопераций против Германии и её сателлитов, организация партизанской войны, создание агентурной сети на территориях, находящихся под немецкой оккупацией, руководство специальными радиоиграми с немецкой разведкой с целью дезинформации противника.
Во время битвы за Москву ОМСБОН в составе 2-й мотострелковой дивизии особого назначения войск НКВД использовалась на передовой, но и в этот период из её бойцов формировались боевые группы, забрасываемые во вражеский тыл.
7 ноября 1941 года сводный батальон ОМСБОН участвовал в легендарном параде на Красной площади в Москве; во главе батальона шли командир 2-й мотострелковой бригады особого назначения С. В. Иванов и комиссар С. Т. Стехов.
В ноябре — декабре 1941 года Сводный (Особый) отряд ОМСБОН НКВД (именовавшийся в приказах Западного фронта — Отряд инженерных войск НКВД) ставил минно-взрывные заграждения и проводил минно-подрывные работы перед наступающим противником на подступах к Москве в полосе вышеупомянутого Западного фронта.
Зимой 1941—1942 годов, мобильные лыжные отряды ОМСБОН провели множество дерзких рейдов и налётов в ближнем тылу противника (отряд № 4/70 «Митя» под командованием Д. Н. Медведева, и др.).
С 1942 года основной задачей бригады стала подготовка отрядов для действий в глубоком тылу противника. Уже к началу осени 1942 года в тыл врага было заброшено 58 таких отрядов. Как правило, они превращались затем в крупные партизанские отряды. За время войны было сформировано 212 отрядов и групп общей численностью 7316 человек (отряды «Победители» под командованием всё того же Д. Н. Медведева, и «Ходоки» под командованием Е. И. Мирковского, партизанская бригада «Неуловимые» под командованием М. С. Прудникова, и др.).
10 июня 1943 спецгруппа ОМСБОН из отряда «Соколы» из 12 человек, в основном спортсменов, приземлилась на парашютах в расположении Второго сектора партизан Крыма. Володя Большой — Владимир Буря, радист Длинный — Владимир Вайншток, Коля Белый — Николай Забара, Валя — Валентина Виниченко-Катулина, Надя — Надия Кемилева. Часть занималась диверсионной работой, часть легализовалась и занялась разведдеятельностью в городах Крыма.

## Результаты
В целом, в результате действий бригады было пущено под откос 1415 вражеских эшелонов с живой силой, техникой, боеприпасами, горючим, а также 5 бронепоездов; уничтожено 1232 паровоза; 13 181 вагонов, платформ и цистерн; 2323 автомашины, тягачей, мотоциклов; подорвано 92,2 км рельсовых путей; взорвано 335 железнодорожных и шоссейных мостов. Движение поездов приостанавливалось более 450 раз. Было уничтожено 145 танков и бронемашин, сбит 51 самолёт. Выведено из строя около 700 км кабеля телефонно-телеграфных линий, в том числе до 240 км кабеля, связывавшего командование немецкого Восточного фронта с гитлеровской ставкой. Осуществлено более 400 других диверсионных актов, в результате которых в частности было взорвано и сожжено 344 промышленных предприятия и склада. Также было проведено 1084 боевых столкновения с противником, разгромлено 122 гарнизона, жандармских и полицейских управлений, комендатур и штабов. В открытом бою и в результате диверсионных актов было уничтожено 136 130 солдат и офицеров противника. Было ликвидировано 87 видных представителей гитлеровских оккупантов, 2045 фашистских агентов и пособников врага. В качестве трофеев было захвачено 45 орудий, миномётов и пулемётов; более 850 винтовок и автоматов; 21 танков, самоходных орудий и тягачей; более 100 мотоциклов и велосипедов.
7103 военнослужащих ОМСБОН были награждены орденами и медалями, свыше 20 стали Героями Советского Союза.

## Персоналии
- Телегуев, Евгений Алексеевич — генерал-майор
- Жабо, Владимир Владиславович — капитан[33]
- Абалаков, Евгений Михайлович
- Винаров, Иван — командир интернационального полка[34]
- Друян, Михаил Захарович — старший лейтенант административной службы
- Хохлов, Николай Евгеньевич — ветеран ОМСБОНа

## Память
- Памятник в районе деревни Хлуднево (Калужская область)[35], на месте боя лыжного отряда из 27 бойцов ОМСБОН с батальоном противника 23 января 1942 года[36][37];
- Памятник двадцати двум лыжникам-чекистам в Москве, на улице Гостиничная, у станции метро «Владыкино»[38];
- Памятник у хутора Пятихатка Клинцовского района Брянской области, на месте боя разведгруппы П. М. Куриленко 12—14 мая 1942 года (установлен в 1975 году)[39];
- В 1975 году в Москве был открыт Музей боевой славы Отдельной мотострелковой бригады особого назначения НКВД при школе № 37 (Москва, улица Столетова, дом 3)[40];
- В сентябре 1979 года в Брянске был открыт Музей боевой славы Отдельной мотострелковой бригады особого назначения НКВД (ОМБОН) при школе № 53[41].